# Hypsugo alaschanicus
Hypsugo alaschanicus — вид рукокрилих ссавців із родини лиликових.

## Середовище проживання
Країни поширення: Китай, Республіка Корея, Монголія, Російська Федерація. У Китаї цей вид займає різні місця проживання, і, як відомо, спочиває у печерах.

## Загрози та охорона
Немає ніяких серйозних загроз для цього виду. Його ареал включає в себе охоронювані території.